# Kiryat Haim

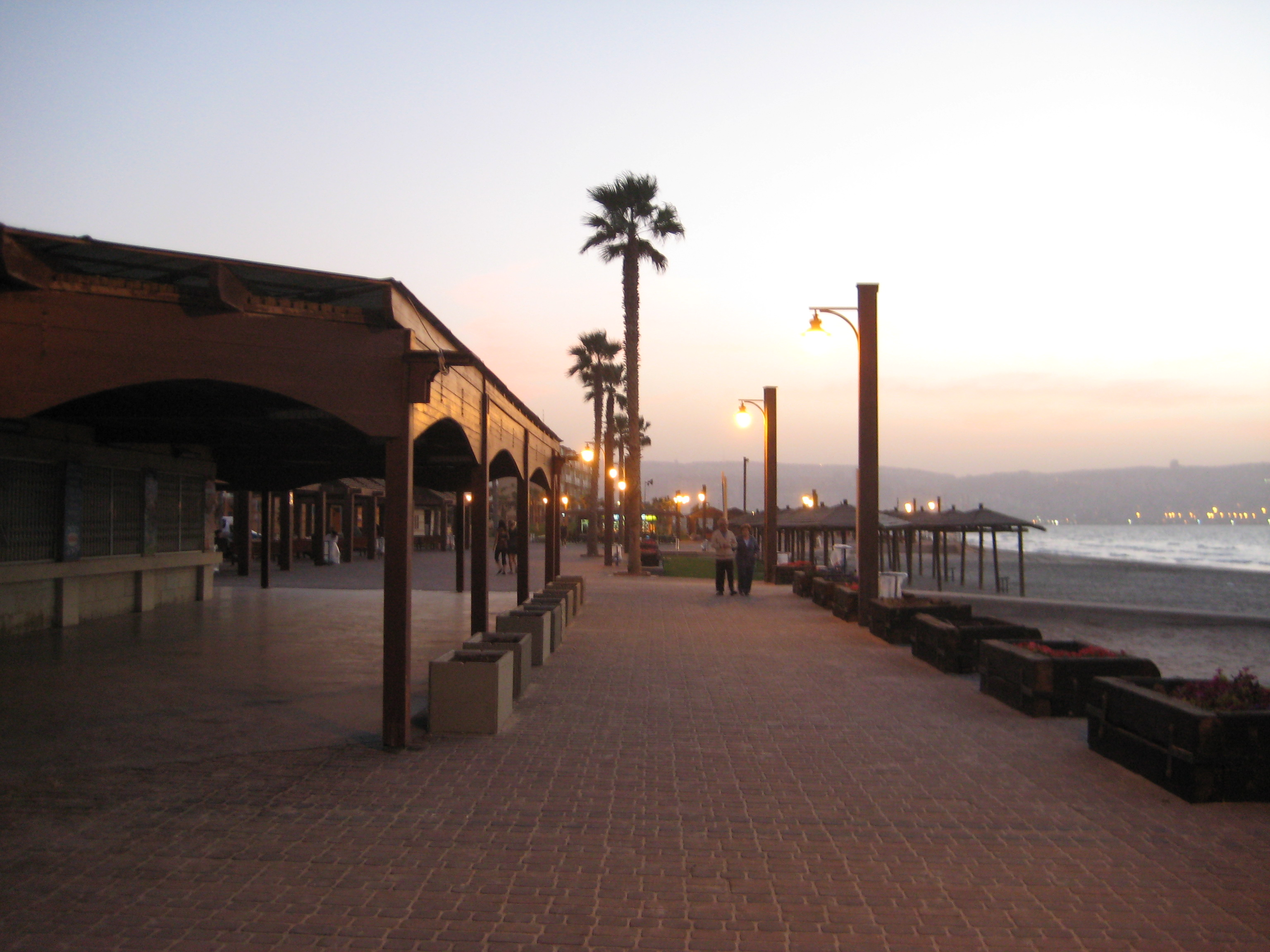
Promenada Kiryat Haim

Kiryat Haim (în ebraică קריית חיים  pronunțat [kiʁˈjat χaˈjim]) este un cartier din Haifa, Israel. Este considerată parte a Krayot, aglomerația de case din partea de nord a zonei metropolitane Haifa. În 2008, Kiryat Haim avea o populație cu puțin sub 27.000 de locuitori. Kiryat Haim se află la granița municipală a orașului Haifa și se află pe malul Mării Mediterane.

## Istoric
Kiryat Haim, fondată în 1933, a fost numită după Haim Arlosoroff, care a fost asasinat în acel an. Kibbutz Kfar Masaryk, format în Petah Tikva în 1932 și cunoscut inițial "Czecho-Lita", s-a mutat la Bat Galim în 1933 și apoi la dunele de nisip din Kiryat Haim, la vest de calea ferată. Kibuțul a cultivat legume și a deschis o fermă de produse lactate. În acest moment, a adoptat un nou nume: Mishmar Zevulun (Gardianul Văii Zevulun).
Din punct de vedere administrativ, Kiryat Haim este împărțit în două părți, Kiryat Haim West și Kiryat Haim East. Kiryat Haim West este situat pe partea de vest a liniei de cale ferată între care și plaja kiryat Haim.

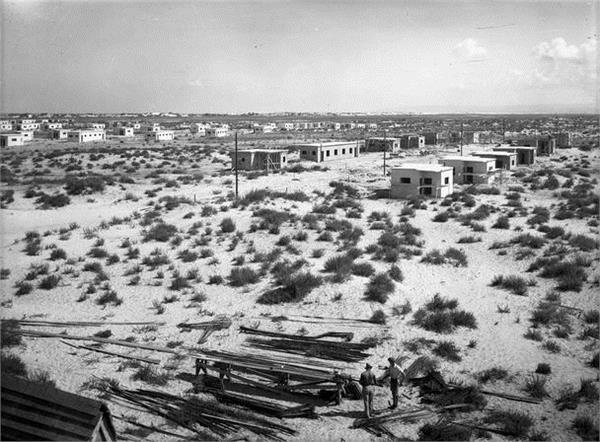
Kiryat Haim
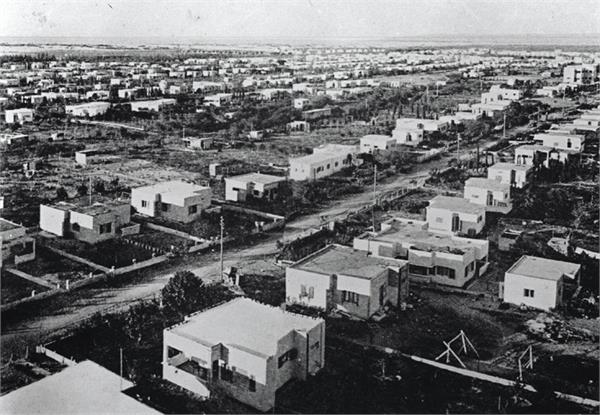
Kiryat Haim
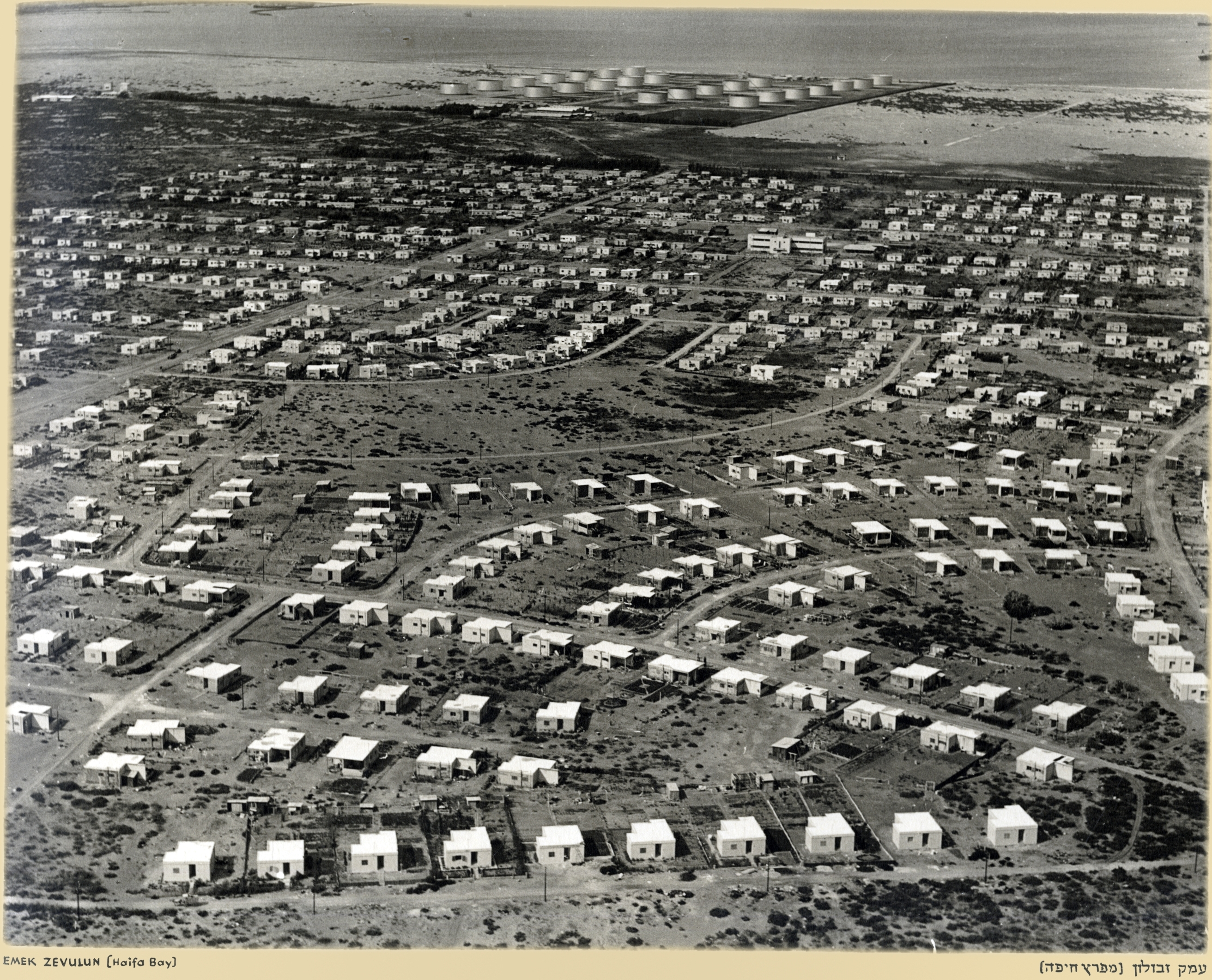
Kiryat Haim, 1937-1938
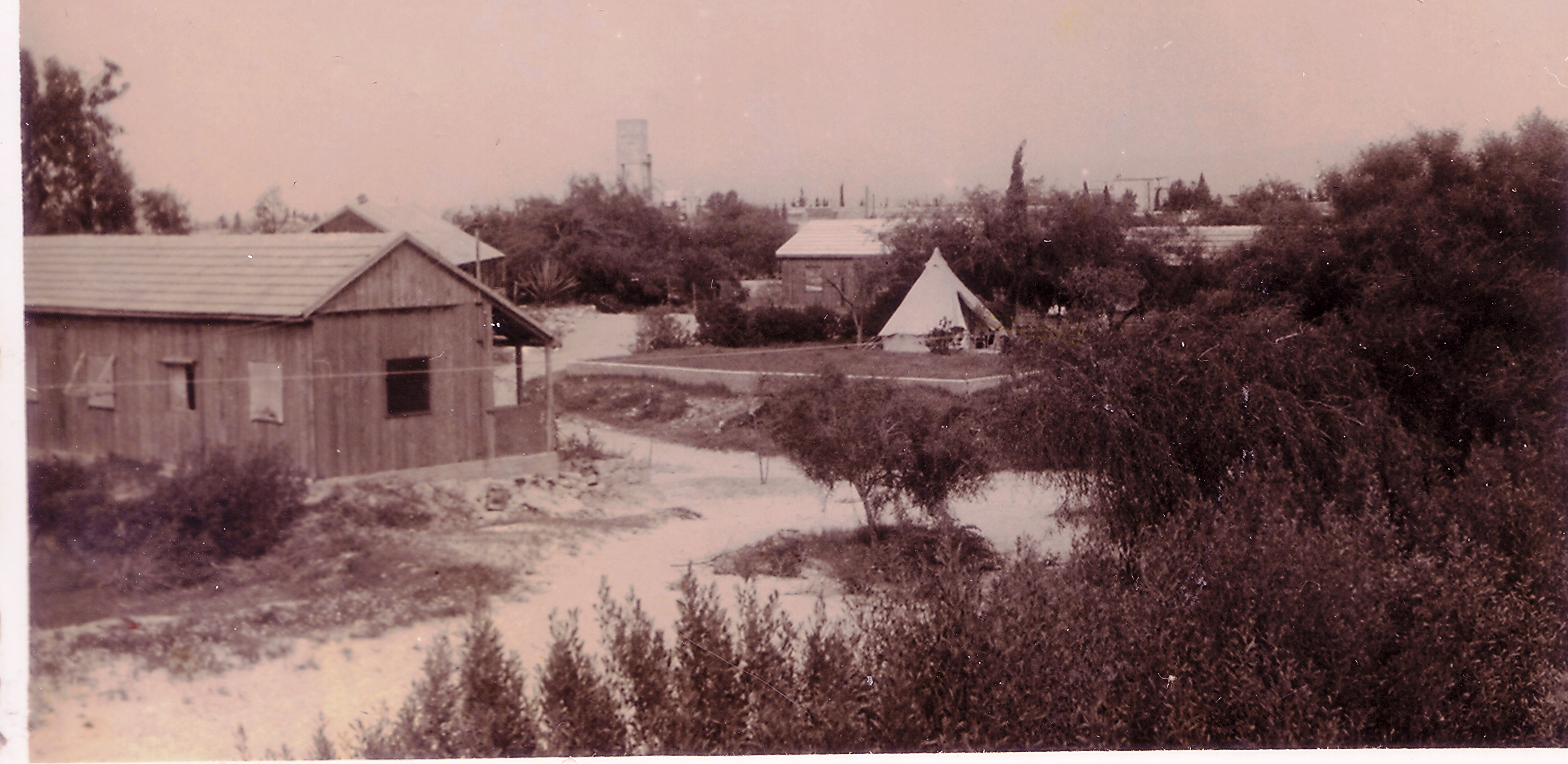
Kibuţul Mishmar Zevulun în Kiryat Haim, 1942
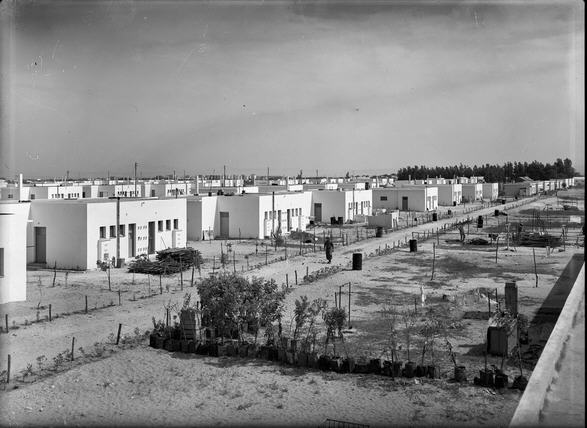
Kiryat Haim 1946

Kiryat Haim Est a fost extins la mai târziu și este situat pe partea de est a căii ferate. Locuințele au constat inițial în locuințe unifamiliale cu densitate scăzută, cu o serie de proiecte de locuințe publice situate la marginea cartierului. În ultimele decenii, unele dintre acestea au fost înlocuite de dezvoltări cu densitate mai mare și clădiri de apartamente.  Kiryat Haim East găzduiește „inima” comercială a suburbiei, cu o serie de magazine, restaurante și un supermarket situat de-a lungul străzii Achi Eilat, principala magistrală a suburbiei.

## Dezvoltare urbană
Ca parte a planului său de dezvoltare a coastelor, Corporația Economică din Haifa a construit Promenada Kiryat Haim, numită după ministrul israelian al mediului Yehudit Naot.

## Demografie
Kiryat Haim a absorbit un număr mare de imigranți din fosta Uniune Sovietică care au sosit în anii 1990. Suburbia are, de asemenea, o populație mare de israelieni etiopieni.

## Transporturi
Kiryat Haim este deservit de Gara Kiryat Haim, care se află pe principala  Linia de cale ferată de coastă către Nahariya, cu trenuri spre sud către Beersheba și Modi'in.
Trei linii de autobuz Egged au traseu prin Kiryat Haim, ruta 13 care circulă între Kiriat Ata și Kiryat Yam, ruta 15 care străbate jumătatea vestică a Kiryat Haim de la stația centrală de autobuz Krayot din nordul Kiryat Motzkin până la Hutzot HaMifratz, și traseul 26 care călătorește între Kiriat Ata și plaja Kiryat Haim.
Noaptea, Kiryat Haim este deservit de autobuzul de noapte 210, care parcurge un traseu șerpuit prin Krayot cu terminuses în Kiryat Ata și Kiryat Bialik.

## Rezidenți notabili

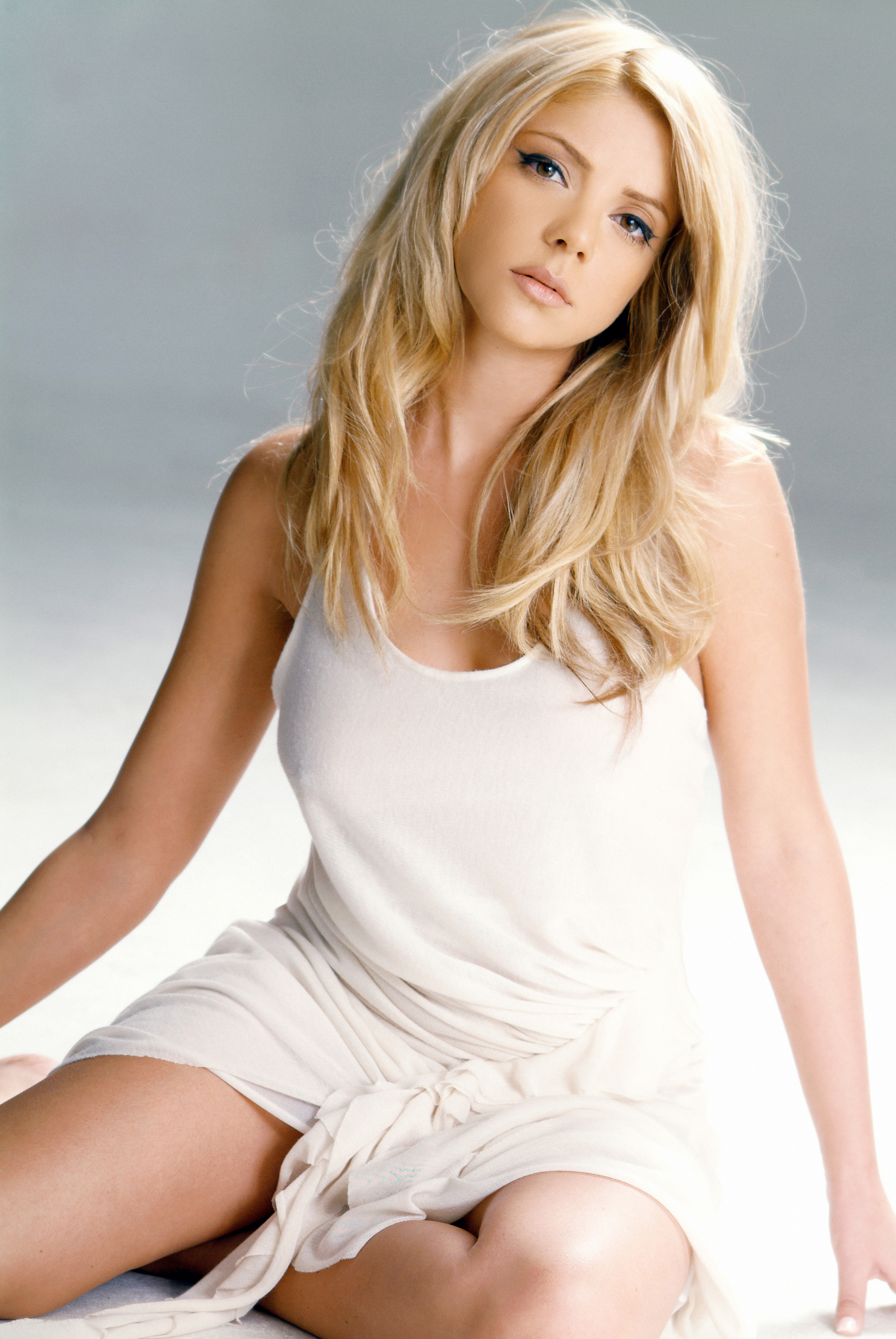
Shiri Maimon

- Moshe Yaalon, fost ministru al apărării și șef de stat major comun
- Rotem Sela, actriță, model și prezentator de televiziune